# Базарна роща
База́рна ро́ща  — заповідне урочище місцевого значення в Україні. Розташоване на захід від села Кривуша Семенівського району Чернігівської області (ліворуч від дороги Семенівка — с. Карповичі). 

## Загальні відомості
Заповідне урочище місцевого значення «Базарна роща» створене рішенням Чернігівського облвиконкому від 27 квітня 1964 року № 236. 
Урочище загальною площею 143 га розташоване на землях Семенівського лісництва.

## Завдання
- збереження високопродуктивного, переважно соснового лісу віком 50-100 років. У підліску: ліщина, бузина. У трав'яному покрові: цінні лікарські рослини;
- охорона умов відтворення, відновлення чисельності рідкісних рослин та тварин;
- проведення наукових досліджень і спостережень;
- підтримання загального екологічного балансу в регіоні;
- поширення екологічних знань тощо.

## Заповідний режим
На заповідній території забороняється:
а) проведення такої господарської діяльності, яка може спричинити шкоду заповідному об’єкту та порушити екологічну рівновагу;
б) будь-які види рубок без погодження з органами Мінекобезпеки;
в) заготівля лікарських рослин та технічної сировини;
г) збір рідкісних та занесених до Червоної книги України рослин, їх квітів та плодів